# 1e Bataljon Poolse Bergjagers
Het Poolse 1ste Bataljon Bergjagers (Batalion Strzelców Podhalańskich), ook Bataljon Jagers van Podhale genoemd, werd in 1940 opgericht in Frankrijk. Deze eenheid behoort tot de 3de Onafhankelijke Infanteriebrigade (3 Brygada Strzelców) van de 1ste Poolse Pantserdivisie die in 1944 onder andere Frankrijk en België hielpen bevrijden onder de leiding van generaal Stanisław Maczek. De 3de Infanteriebrigade stond in 1944 onder leiding van kolonel Marian Wieroński en bevatte naast het 1ste Bataljon Poolse Bergjagers ook een 8ste en 9de Infanteriebataljon en een 1ste Zware Mitrailleurcompagnie. 
De Poolse Bergjagers werden in het voorjaar van 1940 ingezet tegen de Duitsers bij Narvik in Noorwegen. Dit kreeg in de jaren 2010 veel aandacht in Polen en leidde tot meerdere uitgaven, waaronder Samodzielna Brygada Strzelców Podhalańskich van Tadeusz Panecki, Biblioteka II Wojny Światowej Bellona, Warschau, 2010 en Evan Mc Gilvray, Narvik and the allies The Polish brigade at Narvik 1940, uitgegeven in 2017.

## Geschiedenis
De eenheid werd opgericht in Frankrijk op basis van een akkoord tussen de geallieerden op 4 januari 1940. De beslissing om de brigade op te richten viel na beraadslaging in het opperbevel van het Poolse leger op 15 januari 1940. Het bevel over de vorming van de brigade werd afgekondigd op 9 februari 1940 en de geleding werd ten slotte vastgelegd op 14 februari 1940. Het betrof bataljons met een 1ste divisie grenadiers en een  4de regiment Warschau jagers te voet en een 2de divisie schutters (jagers) te voet. Deze werd georganiseerd naar gelijkenis met de Franse brigade alpenjagers (Chasseurs Alpins).
De eenheid werd in zijn geheel uitgerust met aangekocht Frans materiaal, terug te betalen met kredieten die reeds voor de uitbraak van de oorlog werden toegestaan in Polen. De militairen van de brigade werden gerekruteerd vooral onder de vooroorlogse arbeidsemigranten (64% van de sterkte). Onder de soldaten waren ook veteranen van de Spaanse burgeroorlog, die voor de republiek hadden gevochten. 
De eenheid werd op 8 mei 1940 naar Noorwegen gezonden om deel te nemen aan de slag te Narvik. Als gevolg van de situatie in Frankrijk werd ze op 8 juni teruggeroepen en getransporteerd naar Bretagne waar ze deel nam aan de zware gevechten tegen de Duitse overmacht. Na de beëindiging van deze gevechten dreigde de brigade uiteen te vallen.  Een deel van de soldaten slaagde erin via Spanje of rechtstreeks Groot-Brittannië te bereiken. Op 21 september 1940 volgde de officiële ontbinding van deze Onafhankelijke Brigade Schutters van Podhale, die daarna in Schotland onder Maczek de populaire naam 'Poolse Brigade van Narvik' kregen. Zo ontstond daar het Bataljon Jagers of Schutters van Podhale. Zij speelden onder Maczek een belangrijkerol bij de bevrijding van Frankrijk en België in augustus, september en oktober 1944. Zij telde toen ca. 4750 manschappen: 182 officieren, 45 aspiranten, 742 onderofficieren en korporaals en ca. 3800 schutters (jagers).